# Vlag van Gedinne
De vlag van Gedinne is op 28 juni 1994 bij raadsbesluit vastgesteld als de vlag van de Naamse gemeente Gedinne. De vlag kan als volgt worden beschreven:
Rood met een witte schuinbalk inclusief twee dunne rode schuinbalken.
De vlag werd pas op 6 oktober 1994 bevestigd door de Franse Gemeenschapsregering. De vlag is volledig gebaseerd op het gemeentewapen en ziet er dus helemaal hetzelfde uit.